# ابو حنایا
ابو حنایا (به عربی: أبو حنایا) یک روستا در سوریه است که در ناحیه بری شرقی واقع شده‌است. ابو حنایا ۱٬۱۵۷ نفر جمعیت دارد.